# 馬利國家奧林匹克委員會
馬利國家奧林匹克委員會（Mali National Olympic Committee）是馬里的國家奧林匹克委員會。該組織成立於1962年，是國際奧委會和非洲國家奧林匹克委員會聯合會的成員。1964年，首次派員參加在日本東京舉行的夏季奧運會。
現時，馬利國家奧林匹克委員會的總部設在巴馬科，主席是Mr Habib Sissoko。

## 資料來源
1. ↑  .   [2014-04-21]. （原始内容存档于2012-05-26）. Archive.today的存檔，存档日期2012-05-26